# Thaumastogarypus capensis
Thaumastogarypus capensis är en spindeldjursart som först beskrevs av Edvard Ellingsen 1912.  Thaumastogarypus capensis ingår i släktet Thaumastogarypus och familjen gammelekklokrypare. Inga underarter finns listade i Catalogue of Life.